# Рясне (Сумський район)
Рясне́ — село в Україні, у Краснопільській селищній громаді Сумського району Сумської області. Населення становить 825 осіб. До 2020 року орган місцевого самоврядування — Ряснянська сільська рада.

## Географія
Село Рясне розташоване за 57 км від обласного центру та 18 км на південний схід від адміністративного центру селищної громади, біля витоків річки Корова, в місці злиття з нею безіменного струмка, нижче за течією на відстані 10 км розташоване село Славгород. На річці та її притоках чимало невеликих загат. Поруч пролягає залізниця, пасажирський зупинний пункт П'ятипілля (за 2,5 км). Найближча залізнична станція Краснопілля (за 18 км).

## Історія
Село засноване сумським полковником Герасимом Кондратьєвим у 1670 році і було населене його підданими черкасами.
Станом на 1864 рік у казеній слободі Охтирського повіту Харківської губернії мешкало 824 особи (412 чоловічої статі та 412 — жіночої), налічувалось 90 дворових господарств, існували православна церква, винокурний та селітряний заводи, відбувались базари.
Станом на 1914 рік село було центром окремої Ряснянської волості, кількість мешканців зросла до 2014 осіб.
Село постраждало внаслідок геноциду українського народу, проведеного урядом СССР 1923—1933 та 1946–1947 роках.
В селі знаходиться Свято-Дмитрівський храм.
12 червня 2020 року, відповідно до розпорядження Кабінету Міністрів України № 723-р «Про визначення адміністративних центрів та затвердження територій територіальних громад Сумської області», Ряснянська сільська рада об'єднана з Краснопільською селищною громадою.
19 липня 2020 року, в результаті адміністративно-територіальної реформи та ліквідації Краснопільського району, село увійшло до складу новоутвореного Сумського району.

#### Російське вторгнення в Україну (з 2022)
24 травня 2024 року по селу зафіксовано 3 обстріли з боку російського агресора: 19 вибухів, ймовірно міномет 120 мм; 1 вибух, ймовірно БПЛа типу «Ланцет». В результаті обстрілу травмовано 1 мешканця та пошкоджено ЛЕП.
30 червня 2024 року село атакував ФПВ-дрон (2 вибухи), а також обстріляли зі ствольної артилерії 122 мм (14 вибухів). Пошкоджений об’єкт критичної інфраструктури.

## Відомі особи
- Гриценко Богдан Романович — український військовик, учасник російсько-української війни[7][8].
- Дейнека Анатолій Іванович — український радянський архітектор, колишній головний архітектор Сумської області, лауреат премії Ради Міністрів СРСР, Заслужений архітектор України, автор відомого путівника по Сумській області «Пам'ятки архітектури Сумщини».
- Олійник Іван Федорович (1909—1993) — радянський військовик. Повний кавалер ордена Слави. Учасник радянсько-фінської і 2-ї світових воєн.